# 松平外与麿

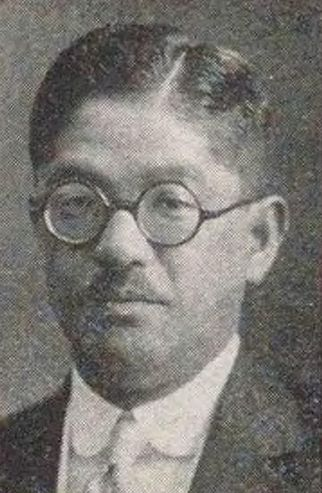
松平外与麿

松平 外与麿（外與麿、まつだいら とよまろ、1890年（明治23年）8月7日 - 1959年（昭和34年）12月17日）は、大正から昭和期の内務官僚、政治家、華族。貴族院男爵議員。

## 経歴
華族・松平正存の長男として生まれる。祖父松平正直の死去に伴い、1915年（大正4年）5月21日、男爵を襲爵した。
学習院を経て、1915年7月、東京帝国大学法科大学政治学科を卒業した。同年、内務省に入省し岐阜県属となる。1918年（大正7年）10月、高等試験行政科試験に合格した。埼玉県警視、栃木県理事官、京都府理事官、同府地方事務官、滋賀県書記官、宮崎県書記官、鳥取県書記官、埼玉県書記官・学務部長などを務め、1932年（昭和7年）に退官した。
1932年7月10日、貴族院男爵議員に選出され、公正会に所属して活動し1947年（昭和22年）5月2日の貴族院廃止まで2期在任した。同年の第1回参議院議員通常選挙に全国区から立候補したが落選した。
戦後は千葉大学講師、専修大学講師を務めた。

## 親族
- 父：正存（中川中之長男、祖父正直養子、離縁）[1]
- 母：芳子（よしこ、祖父正直長女、正存夫人）[1]
- 妻：千勢子（田島信夫二女）[1]
- 養子：明兼（周布兼道二男）[1]
- 長女：帛子（きぬこ、旧名・暢子、明兼夫人）[1]